# Немцы (Верхнедвинский район)
Немцы (бел. Немцы) — деревня на территории Верхнедвинского района Витебской области Белоруссии. Уничтожена гитлеровскими оккупантами вместе с жителями. Находилась в 1,5 км южнее села Ворзово Бигосовского сельсовета.
Перед войной население составляло 49 человек.

## История
16 февраля 1943 года во время карательной операции Winterzauber гитлеровцы загубили 22 жителей, деревню (11 дворов) сожгли. После войны не возродилась.

## Память
В 1975 году на месте бывшей деревни насыпан курган, поставлена стела. Увековечена в мемориальном комплексе Хатынь.